# Хилберри, Норман
Норман Хилберри (11 марта 1899, Кливленд, Огайо — 28 марта 1986, Финикс) — американский физик-ядерщик, директор Аргоннской национальной лаборатории (1956—1961), участник пуска первого в мире ядерного реактора — Чикагской поленницы-1.
Степень бакалавра искусств в Оберлинском колледже в 1921 году и стал ассистентом преподавателя по физике в Чикагском университете. В 1925 году приглашён на должность преподавателя физики в нью-йоркский Вашингтон-сквер-колледже, где в 1928 году стал доцентом. Степень доктора философии получил в Чикагском университете в 1941 году с диссертацией на тему «Обширные потоки космических лучей и распределение энергии первичных космических лучей».
В 1941 году присоединился к Манхэттенскому проекту — работам по созданию атомной бомбы во время Второй мировой войны и переехал в Чикагский университет, чтобы помогать Артуру Комптону, став заместителем директора его металлургического проекта. 2 декабря 1942 года присутствовал при запуске Чикагской реакторной установки Чигагская поленница-1 — первого в мире ядерного реактора, достигшего критического состояния. Из-за опасений, что реакция может выйти из-под контроля, Хилберри стоял наготове с топором, чтобы перерубить линию аварийной защиты ядерного реактора — манильский трос, соединённый со стержнями управления, которые могли быстро остановить реактор. Также присутствовал при запуске графитового реактора X-10 в ноябре 1943 года и реакторов на Хэнфордском инженерном заводе в 1944 году. Вернулся в металлургическую лабораторию в Чикаго в 1945 году.
В 1943 году стал помощником директора Металлургической лаборатории. 1 июля 1946 года Металлургическая лаборатория стала Аргоннской национальной лабораторией — первой, получившей статус национальной. Её возглавил Уолтер Зинн в качестве директора Хилберри стал его заместителем в 1949 году и после ухода Зинна в июне 1956 года стал директором. Стал первым директором Аргоннской международной школы ядерной науки и техники — составляющей программы администрации Эйзенхауэра «Атом для мира» (1955—1956). В ноябре 1961 года ушёл в отставку, на посту директора его заменил Альберт Крю, при этом оставался в Аргонне в качестве старшего научного сотрудника до 1964 года. Впоследствии занял пост профессора ядерной техники в Университете Аризоны; в 1985 году вышел на пенсию и получил звание почётного профессора.
Был удостоен комптоновской премии от Американского ядерного общества, получил благодарность за выдающиеся заслуги от Комиссии по атомной энергии. В 1933 году был избран членом Американской ассоциации содействия развитию науки. Был президентом Американского ядерного общества с 1965 по 1966 год. Являлся членом совета директоров Форума атомной промышленности с 1961 по 1968 год, Консультативного комитета по политике США в отношении Международного агентства по атомной энергии в 1962 году и Консультативного комитета Национальной академии наук при офисе США по подготовке к чрезвычайным ситуациям с 1968 по 1973 год.
Скончался от осложнений гриппа 28 марта 1986 года в больнице Humana Desert в Финиксе. У него остались жена Энн и дочь Джоан. Статьи Хилберри сохранены[уточнить] в библиотеке Чикагского университета.